# 農村站
農村站（韓語：농촌역）是朝鮮民主主義人民共和國咸鏡南道虛川郡的一個鐵路車站，属于虛川線。

## 邻近车站
虛川線
中村站 - 農村站 - 楸洞站